# Довге (Золотухинський район)
Довге (рос. Долгое) — село в Золотухинському районі Курської області Російської Федерації.
Населення становить 245 осіб. Входить до складу муніципального утворення Свободинська сільрада.

## Історія
Населений пункт розташований на території українського етнічного та культурного краю Східна Слобожанщина.
Від 2004 року входить до складу муніципального утворення Свободинська сільрада.

## Населення
| 2002 | 2010 |
| ---- | ---- |
| 322  | ↘245 |